# Merouana
Merouana (Berberi: ; Tamrwant, arabă: مروانة) este un oraș algerian situat la est de Algeria la 40 km de provincie Batna.